# Франгокастро
Франгокастро (грец. Φραγκόκαστρο) — село Афону, розташоване за 40 м від західного кордону Афонської автономії, на західному узбережжі півострова Айон-Орос за декілька кілометрів від міста Урануполі.

## Історія
Поселення засноване в добу франкської окупації півострова, про що свідчить його назва, вона перекладається з грецької як Замок франків. Руїни цього замку і досі приваблюють туристів.
Проте у давніші часи, до 1206 року, територія сучасного Франгокастро належала монастирю Зігос, який донині не зберігся. Заснована обитель 991 року і освячена на честь пророка Іллі.
Проте в 12 столітті маєтності монастиря були подаровані імператором Алексієм ІІІ монастирю Хіландар. Нині це фактично єдиний монастир Афону (хоча й зруйнований) доступний для огляду без оформлення віз. Розкопки та дослідження істориків, культурологів тривають у Фарнгокастро дотепер.

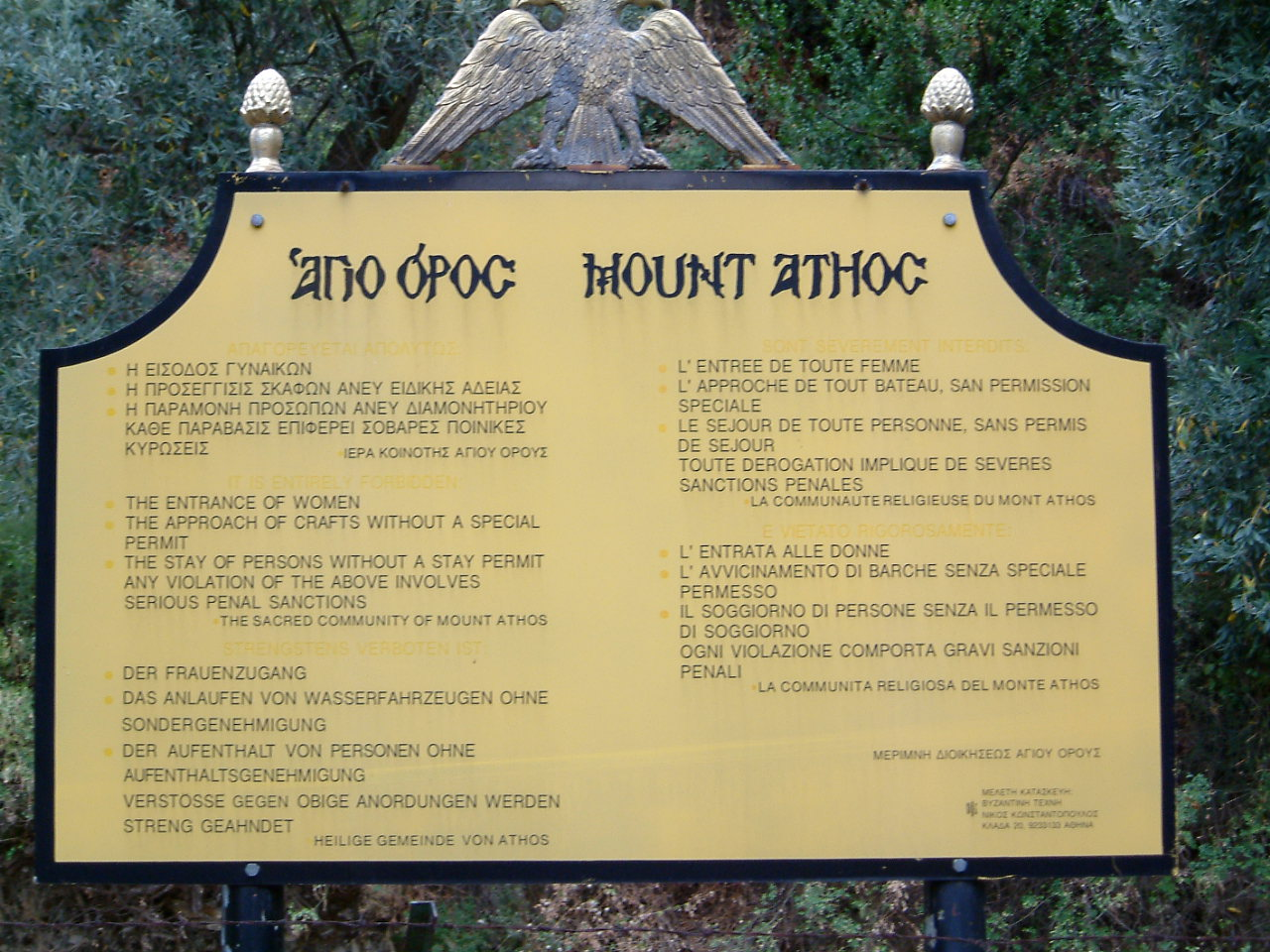
Знак із переліком заборон на кордоні Афону у Франгокастро